# Pheidologeton pygmaeus
Pheidologeton pygmaeus é uma espécie de formiga do gênero Pheidologeton, pertencente à subfamília Myrmicinae.